# Mentalność folwarczna
Mentalność folwarczna, relacja folwarczna – określenie stosowane w odniesieniu do relacji międzyludzkich we współczesnej Polsce, szczególnie w kontekście polskich miejsc pracy. Mentalność ta charakteryzować ma się między innymi brakiem poczucia odpowiedzialności, wewnętrznej motywacji do działania i wymaganiem szczegółowych instrukcji dotyczących pracy ze strony pracownika, natomiast ze strony kierowniczej charakteryzować ma się podejściem emocjonalnym, postawą wodzowską oraz autorytarną wobec swoich podwładnych.
Głównym propagatorem tego terminu jest socjolog Janusz Hryniewicz, który na podstawie swoich wieloletnich badań prowadzonych w polskich organizacjach twierdzi, że ich hierarchie odtwarzają archetypy zachowań ukształtowane w XVI wieku na polskich folwarkach, które to z kolei narodziły się w wyniku dualizmu gospodarczego. Zgodnie z tą koncepcją polscy pracownicy przyjmować mają rolę chłopów pańszczyźnianych, a menedżerowie ich zarządców. Oprócz wymiaru instytucjonalnego za ukształtowanie tej mentalności odpowiadać miałoby również wyznanie katolickie, mające bardziej promować kolektywizm, posłuszeństwo oraz stabilność niż ma to miejsce w przypadku protestantyzmu (zob. Etyka protestancka a duch kapitalizmu).
Filozof Andrzej Leder rozszerza koncepcję mentalności folwarcznej również na pozapracownicze relacje międzyludzkie. Uważa, że podobne zachowania, nacechowane mniej lub bardziej zakamuflowaną przemocą, dostrzegalne są w relacji rodzice-dzieci, małżonek-małżonek, uczniowie-nauczyciele, wierni-duchowni, pacjenci-lekarze i tym podobnych.

## Krytyka
Koncepcja mentalności folwarcznej nie pozostaje bez obiekcji. Inni filozofowie, jak Rotengruber, stwierdzają, iż faktycznie występują pewne podobieństwa między współczesnym miejscem pracy i folwarkiem, jednakże nie występują podobieństwa strukturalne.